# Бой в соборе Святых Кирилла и Мефодия
Бой в соборе святых Кирилла и Мефодия — вооружённая стычка между семью чехословацкими диверсантами и восемью сотнями гестаповцев и эсэсовцев, произошедшая 18 июня 1942 года в Праге, в православном соборе святых Кирилла и Мефодия. Чехословацкие диверсанты-парашютисты (в числе которых были двое участников операции «Антропоид», ликвидировавших имперского протектора Богемии и Моравии Рейнхарда Гейдриха), отстреливались в течение семи часов. В живых не осталось никого из диверсантов: они были убиты либо покончили с собой, чтобы не попасть в плен к врагу.

## Предыстория
27 мая 1942 года два чехословацких бойца Движения Сопротивления (подготовленные в Лондоне при участии британской спецслужбы — Управления специальных операций) Йозеф Габчик и Ян Кубиш на окраине Праги совершили покушение на рейхспротектора Богемии и Моравии Рейнхарда Гейдриха. В результате покушения Гейдрих получил перелом ребра и тяжёлое ранение селезёнки, которые были вызваны взрывом гранаты, брошенной Кубишем. Гейдриха прооперировали в госпитале Буловка и удалили ему селезёнку, однако после операции произошло заражение внутренних органов, от которого 4 июня Гейдрих умер.
После покушения статс-секретарь Протектората Карл Франк ввёл на территории страны чрезвычайное положение, а Генрих Гиммлер приказал найти и уничтожить заговорщиков. В ходе карательных операций гестаповцы сожгли деревню Лидице, казнив всех мужчин старше 16 лет, отправив всех женщин в концлагерь Равенсбрюк, а детей — в детдома Лицманштадта (Лодзи). Аналогичная операция была проведена в отношении посёлка Лежаки.
Семеро парашютистов, с разными заданиями заброшенных на территорию  оккупированной Чехии, при содействии местных участников Движения Сопротивления укрылись в крипте кафедрального собора Святых Кирилла и Мефодия Чешской православной Церкви в Праге. 16 июня один из участников Сопротивления, парашютист Карел Чурда, добровольно сдался и выдал гестапо всю имеющуюся у него информацию. В результате предательства Чурды были арестованы и погибли несколько десятков чехословацких антифашистов, а гестапо вышло на след парашютистов, укрывшихся в соборе.

## Бой

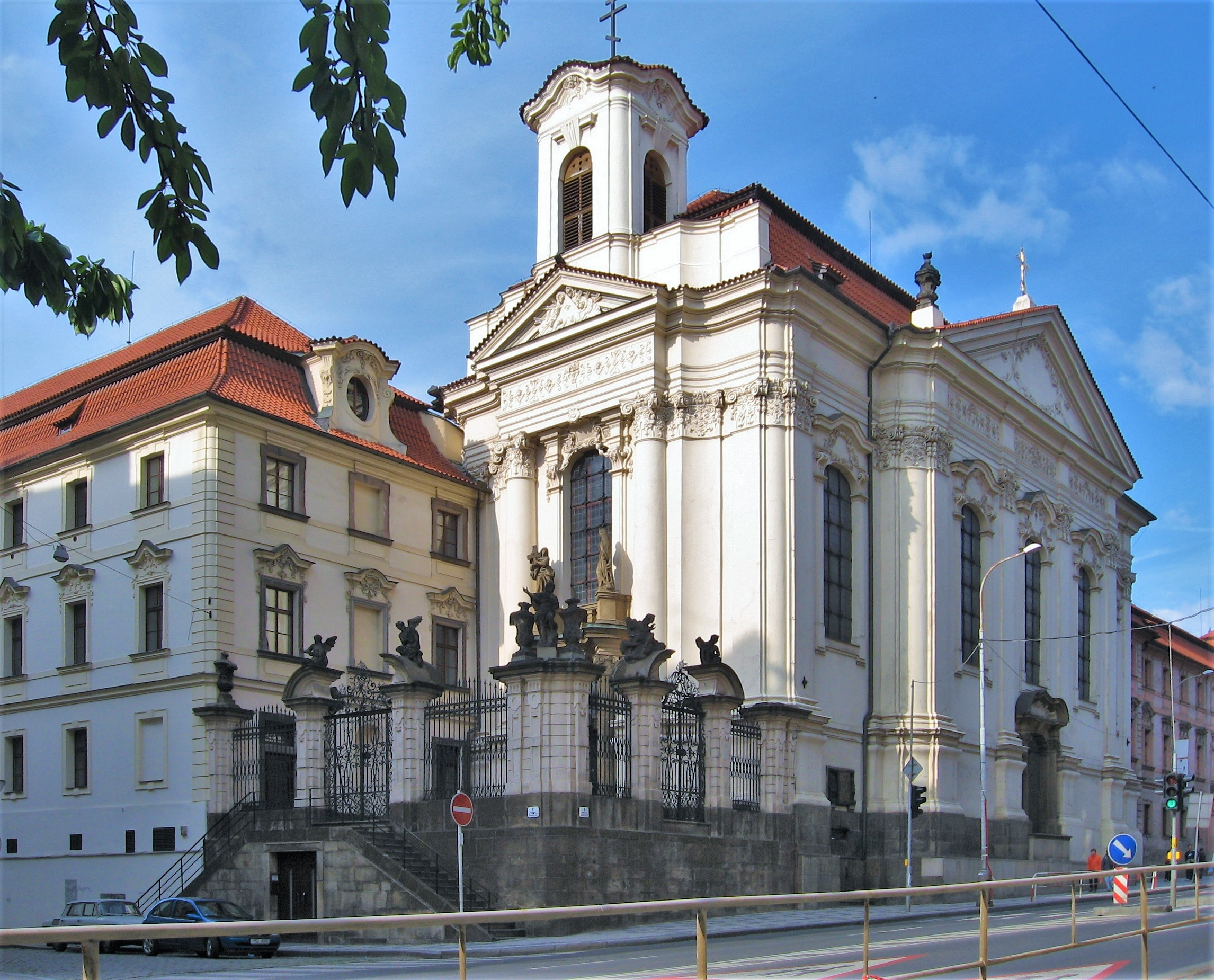
Собор Святых Кирилла и Мефодия (фото 2006 года)

18 июня 1942 года группа войск СС и сил гестапо под командованием бригадефюрера СС Карла фон Тройенфельда провела штурм собора святых Кирилла и Мефодия (бывшей католической церкви Карло Борромео; это название продолжало использоваться немцами как официальное). В соборе находилось семь человек:
- Йозеф Габчик (родился 8 апреля 1912 г.)
- Ян Кубиш (родился 21 июня 1913 г.)
- Йозеф Валчик (родился 2 ноября 1914 г.)
- Адольф Опалка (родился 4 ноября 1915 г.)
- Йозеф Бублик (родился 12 февраля 1920 г.)
- Ян Грубы (родился 4 марта 1915 г.)
- Ярослав Шварц (родился 11 мая 1914 г.)

Бой завязался в 4:10 утра. Сначала немцы обыскали покои пономаря, а затем вступили и в здание церкви. Они осматривали клирос, когда Опалка, Кубиш и Бублик открыли огонь. В течение двух часов они вели перестрелку с немцами, пока у них не закончились патроны. Опалка и Бублик, использовав последние патроны, застрелились, не желая сдаваться в плен, а Кубиш умер от ранений.
Другая группа в составе Габчика, Валчика, Грубы и Шварца скрылась в крипте храма. По некоторым данным, они пытались пробить ход в стене крипты, чтобы покинуть собор через канализацию. Через небольшое окно в западной части церкви немцы бросили в вентиляционный отдел ручные гранаты и запустили слезоточивый газ, однако парашютистов не удалось выкурить.
На помощь немцам поспешили пожарные, которые попытались затопить осаждённых водой из брандспойта, но парашютисты с помощью деревянной лестницы вытолкнули пожарный рукав обратно на улицу и сами обстреляли пожарных. Ситуация осложнилась после того, как атакующие взорвали старый вход в  крипту. Одновременно пожарные сумели вытащить лестницу из крипты и направить воду через пожарные рукава прямо внутрь подвала, однако полностью затопить крипту не удалось. Парашютисты отстреливались до последнего, а когда у каждого из бойцов осталось по патрону, все четверо застрелились, чтобы не попасть в плен.
Тела семерых погибших парашютистов были обезглавлены и похоронены на кладбище в пражском районе Дяблице. Головы Валчика, Грубы, Опалки, Бублика и Шварца, скелетированные до состояния черепов, были превращены в остеологические препараты. Головы Габчика и Кубиша хранились непрепарированными в цилиндрических стеклянных сосудах с консервирующим раствором и были увезены немцами в неизвестном направлении 20 апреля 1945 года.

## Память

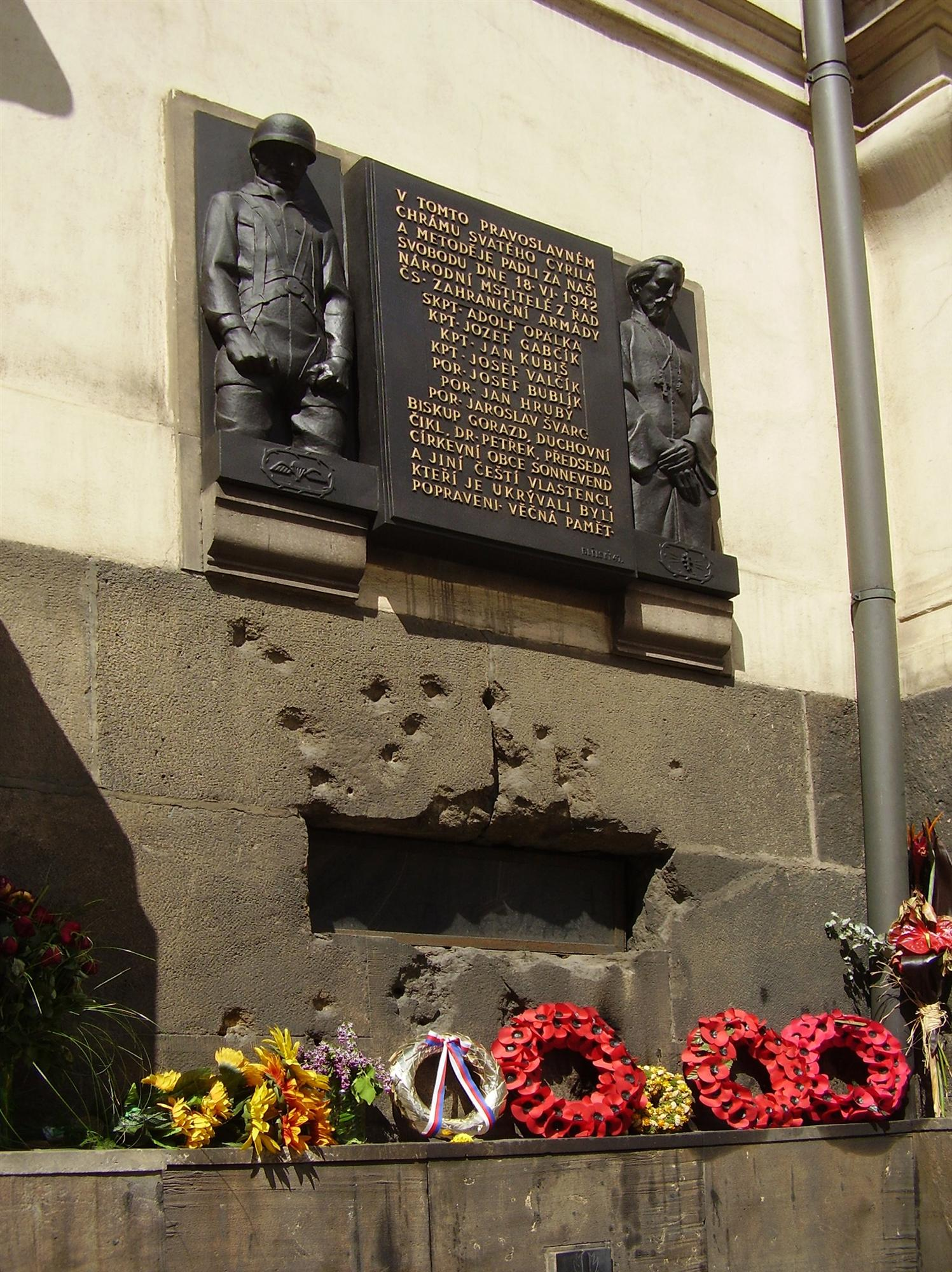
Мемориал у изрешечённого пулями окна крипты собора Кирилла и Мефодия (фото 2008 года)

27 мая 2009 года в Праге  на месте ликвидации Гейдриха был торжественно открыт памятник участникам операции «Антропоид». В 2010 году в крипте собора Кирилла и Мефодия была обновлена открытая в 1995 году экспозиция, посвященная подвигу семи чехословацких парашютистов.
Изрешечённое пулями окно крипты церкви Кирилла и Мефодия и пожарные рукава, с помощью которых атакующие закачивали воду в подвал, изображены на реверсе серебряной монеты достоинством в 200 чешских крон, которую к 75-летию операции «Антропоид» ввёл в обращение Чешский национальный банк. В нижней части реверса находятся  надписи «OPERACE ANTHROPOID», «1942-2017» и инициалы дизайнера монеты Ирены Градецкой  — переплетённые буквы «I» и «H». На аверсе монеты изображена часть повреждённого взрывом автомобиля Гейдриха с надписями «ČESKÁ REPUBLIKA» и «200 Kč».
Художественные фильмы
- «Покушение» (1964, Чехословакия)
- «Операция «Рассвет» (1975, США, Чехословакия, Югославия) по книге Алана Берджесса[англ.] «Семеро на рассвете»
- «Лидице[англ.]» (2011, Чехия)
- «Антропоид» (2016, Великобритания)
- «Мозг Гиммлера зовётся Гейдрихом» (2017, Франция, Бельгия) по книге Лорана Бине HHhH[англ.]